# NGC 3432
NGC 3432 è una galassia a spirale situata nella costellazione del Leone Minore.
Il 3 maggio 2000 vi è esplosa la supernova 2000ch.